# Villa Bartolomea
Villa Bartolomea (velenceiül Viła) település Olaszországban, Veneto régióban, Verona megyében. Lakosainak száma 5815 fő (2023. január 1.). Villa Bartolomea Castagnaro, Castelnovo Bariano, Legnago, Giacciano con Baruchella és Terrazzo, Italy községekkel határos.

## Népesség
A település népességének változása:
| Lakosok száma | 5837 | 5880 | 5815 |
|               | 2017 | 2018 | 2023 |